# Litchi (genre)
Genre
Classification APG III (2009)
Litchi est un genre de plantes, classé dans la famille des Sapindaceae. Il ne comprend actuellement qu'une seule espèce, Litchi chinensis, un arbre originaire de Chine qui produit les fruits appelés litchis.

## Liste d'espèces
Selon ITIS (3 juil. 2011) :
- Litchi chinensis Sonn.